# زكريا عناني
زكريا عناني هو عضو سابق في المليشيات الإسلامية اللبنانية في الجناح العسكري المسمى فتيان الإمام علي، تحول فيما بعد إلى المسيحية وطلب اللجوء السياسي في كندا سنة 1996.
ولد عناني في بيروت، جده كان اماما وجد أبيه كان اماما أيضًا  وكان المفترض أن يكون اماما هو الآخر في عمر الرابعة عشر. أصبح عناني مقاتلا في الميليشيات اللبنانية وفي عمر الرابعة عشر قام بأول عملية قتل.
وفقا لقصة حياته على موقع شعيبات فإن عناني قد تدرب على قتال ومحاربة اليهود، وأن يكره المسيحيين والأمريكيين. يقول عناني أن عائلته كانت سعيدة بقراره لأنهم يؤمنون أن تعاليم الإسلام تعد بالجنة لو مات في معركة ضد غير المؤمنين. لاحقا قابل مبشر أمريكي ألهمه لاعتناق المسيحية وبعدها انتقل إلى كندا.